# باتريك هوب
باتريك هوب (بالإنجليزية: Patrick A. Hope)‏ هو سياسي أمريكي، ولد في 6 مارس 1972 في سان أنطونيو في الولايات المتحدة. حزبياً، نشط في الحزب الديمقراطي.

## وصلات خارجية
- الموقع الرسمي